# Nealcidion coxale
Nealcidion coxale là một loài bọ cánh cứng trong họ Cerambycidae.